# Joel Best
Joel Best (* 21. August 1946 in Lincoln, Nebraska) ist ein US-amerikanischer Soziologe und Kriminologe. Er ist Professor an der University of Delaware, im Zentrum seiner Forschungen steht die Soziologie sozialer Probleme. 2001/02 amtierte er als Präsident der Society for the Study of Social Problems (SSSP).
Best machte 1967 einen Bachelor-Abschluss (Soziologie und Psychologie) an der University of Minnesota und wechselte danach an die University of California, Berkeley, wo er 1968 im Fach Soziologie das Master-Examen machte und 1971 zum Ph.D. promoviert wurde. Elf Jahre später machte er an der University of Minnesota ein weiteres Master-Examen (Geschichte der Vereinigten Staaten).  
Von 1970 bis 1991 war Best erst Assistant Professor, dann Associate Professor und schließlich Full Professor für Soziologie an der California State University, Fresno. Danach wirkte er acht Jahre als Soziologieprofessor an der Southern Illinois University Carbondale. Seit 1999 ist er Professor für Soziologie und Kriminologie an der University of Delaware.
2016 wurde er mit dem Award for the Public Understanding of Sociology der American Sociological Association ausgezeichnet.

## Schriften (Auswahl)
- Social problems. 4. Auflage, W. W. Norton & Company, New York 2020, ISBN 978-0-39353-304-0.
- Damned lies and statistics. Untangling numbers from the media, politicians, and activists. MJF Books, New York 2018, ISBN 978-1-60671-405-8.
- More damned lies and statistics. How numbers confuse public issues. University of California Press, Berkeley 2004, ISBN 0520238303.
- Deviance. Career of a concept. Thomson/Wadsworth, Belmont 2004, ISBN 0534570011.
- Random violence. How we talk about new crimes and new victims. University of California Press, Berkeley 1999, ISBN 0520215710.
- mit James T. Richardson und David Bromley The Satanism Scare. Social Institutions and Social Change, De Gruyter, 1991, ISBN 978-3-1101-3220-5.